# Campeonato Europeo de Ironman
El Campeonato Europeo de Ironman es la máxima competición a nivel europeo de Ironman. Es organizado desde 2005 por World Triathlon Corporation en Fráncfort (Alemania).

## Palmarés

### Masculino
| N.º   | Año  | Oro                           | Plata                         | Bronce                      |
| ----- | ---- | ----------------------------- | ----------------------------- | --------------------------- |
| I     | 2005 | Normann Stadler · Alemania    | Cameron Brown Nueva Zelanda   | Markus Forster · Alemania   |
| II    | 2006 | Cameron Brown Nueva Zelanda   | Timo Bracht · Alemania        | Frank Vytrisal · Alemania   |
| III   | 2007 | Timo Bracht · Alemania        | Michael Göhner · Alemania     | Frank Vytrisal · Alemania   |
| IV    | 2008 | Chris McCormack Australia     | Eneko Llanos · España         | Timo Bracht · Alemania      |
| V     | 2009 | Timo Bracht · Alemania        | Eneko Llanos · España         | Chris McCormack Australia   |
| VI    | 2010 | Andreas Raelert · Alemania    | Timo Bracht · Alemania        | Chris McCormack Australia   |
| VII   | 2011 | Faris Al-Sultan · Alemania    | Jan Raphael · Alemania        | Michael Göhner · Alemania   |
| VIII  | 2012 | Marino Vanhoenacker · Bélgica | Sebastian Kienle · Alemania   | Clemente Alonso · España    |
| IX    | 2013 | Eneko Llanos · España         | Jan Raphael · Alemania        | Bas Diederen · Países Bajos |
| X     | 2014 | Sebastian Kienle · Alemania   | Frederik Van Lierde · Bélgica | Jan Frodeno · Alemania      |
| XI    | 2015 | Jan Frodeno · Alemania        | Sebastian Kienle · Alemania   | Andreas Böcherer · Alemania |
| XII   | 2016 | Sebastian Kienle · Alemania   | Andreas Böcherer · Alemania   | Eneko Llanos · España       |
| XIII  | 2017 | Sebastian Kienle · Alemania   | Andreas Böcherer · Alemania   | Patrik Nilsson · Suecia     |
| XIV   | 2018 | Jan Frodeno · Alemania        | Patrik Nilsson · Suecia       | Patrick Lange · Alemania    |
| XV    | 2019 | Jan Frodeno · Alemania        | Sebastian Kienle · Alemania   | Franz Löschke · Alemania    |
| XVI   | 2021 | Patrik Nilsson · Suecia       | Kristian Høgenhaug Dinamarca  | David McNamee Reino Unido   |
| XVII  | 2022 | Denis Chevrot Francia         | Robert Wilkowiecki · Polonia  | Clément Mignon Francia      |
| XVIII | 2023 | Lukas Stahl · Alemania        | Tom Defoort · Bélgica         | Maciej Ogrodnik · Polonia   |

### Femenino
| N.º   | Año  | Oro                             | Plata                          | Bronce                            |
| ----- | ---- | ------------------------------- | ------------------------------ | --------------------------------- |
| I     | 2005 | Lisa Bentley · Canadá           | Nina Eggert · Alemania         | Imke Schiersch · Alemania         |
| II    | 2006 | Andrea Brede · Alemania         | Nina Eggert · Alemania         | Lisbeth Kristensen Dinamarca      |
| III   | 2007 | Nicole Leder · Alemania         | Andrea Brede · Alemania        | Nina Eggert · Alemania            |
| IV    | 2008 | Chrissie Wellington Reino Unido | Nicole Leder · Alemania        | Wenke Kujala · Alemania           |
| V     | 2009 | Sandra Wallenhorst · Alemania   | Caroline Steffen · Suiza       | Yvonne van Vlerken · Países Bajos |
| VI    | 2010 | Sandra Wallenhorst · Alemania   | Caroline Steffen · Suiza       | Yvonne van Vlerken · Países Bajos |
| VII   | 2011 | Caroline Steffen · Suiza        | Lucie Reed · República Checa   | Sonja Tajsich · Alemania          |
| VIII  | 2012 | Caroline Steffen · Suiza        | Anja Beranek · Alemania        | Corinne Abraham Reino Unido       |
| IX    | 2013 | Camilla Pedersen Dinamarca      | Jodie Swallow Reino Unido      | Kristin Möller · Alemania         |
| X     | 2014 | Corinne Abraham Reino Unido     | Elizabeth Lyles Estados Unidos | Gina Crawford Nueva Zelanda       |
| XI    | 2015 | Daniela Ryf · Suiza             | Julia Gajer · Alemania         | Caroline Steffen · Suiza          |
| XII   | 2016 | Melissa Hauschildt Australia    | Katja Konschak · Alemania      | Daniela Sämmler · Alemania        |
| XIII  | 2017 | Sarah Crowley Australia         | Lucy Charles Reino Unido       | Alexandra Tondeur · Bélgica       |
| XIV   | 2018 | Daniela Ryf · Suiza             | Sarah True Estados Unidos      | Sarah Crowley Australia           |
| XV    | 2019 | Skye Moench Estados Unidos      | Imogen Simmonds · Suiza        | Jen Annett · Canadá               |
| XVI   | 2021 | No realizado                    | No realizado                   | No realizado                      |
| XVII  | 2022 | Daniela Bleymehl · Alemania     | Nikki Bartlett Reino Unido     | Dimity-Lee Duke Australia         |
| XVIII | 2023 | Sarah True Estados Unidos       | Skye Moench Estados Unidos     | Agnieszka Jerzyk · Polonia        |

## Medallero histórico
- Actualizado hasta Fráncfort 2023.

| Núm. | País            | Oro | Plata | Bronce | Total |
| ---- | --------------- | --- | ----- | ------ | ----- |
| 1    | Alemania        | 17  | 17    | 15     | 49    |
| 2    | Australia       | 4   | 1     | 3      | 8     |
| 3    | Suiza           | 3   | 2     | 1      | 6     |
| 4    | Reino Unido     | 2   | 3     | 2      | 7     |
| 5    | Estados Unidos  | 2   | 3     | 0      | 5     |
| 6    | España          | 1   | 2     | 2      | 5     |
| 7    | Bélgica         | 1   | 2     | 1      | 4     |
| 8    | Dinamarca       | 1   | 1     | 1      | 3     |
| 8    | Nueva Zelanda   | 1   | 1     | 1      | 3     |
| 8    | Suecia          | 1   | 1     | 1      | 3     |
| 11   | Canadá          | 1   | 0     | 1      | 2     |
| 11   | Francia         | 1   | 0     | 1      | 2     |
| 13   | Polonia         | 0   | 1     | 2      | 3     |
| 14   | República Checa | 0   | 1     | 0      | 1     |
| 15   | Países Bajos    | 0   | 0     | 3      | 3     |
| 16   | Australia       | 0   | 0     | 1      | 1     |
|      | TOTAL           | 35  | 35    | 35     | 105   |